# Raión de Rozivka
Rozivka (en ucraniano: Розівський район, en ruso: Розовский) es un raión o distrito de Ucrania en el óblast de Zaporiyia. 
Comprende una superficie de 810 km².
La capital es la ciudad de Rozivka.

## Demografía
Según estimación de 2010 contaba con una población total de 10.900 habitantes.

## Otros datos
El código KOATUU es 2324900000. El código postal 70300 y el prefijo telefónico +380 6162.